# IEEE Computer Society
IEEE Computer Society（IEEEコンピュータソサエティ）とはアメリカに本部を持つ電気・電子技術の学会であるIEEE内に設置されているテクニカルソサイエティのうちのひとつである。
計算機科学分野に関する多くの学会活動を担っており，2007年現在の会員数は10万人近い．

## 組織概要
現在のIEEE Computer Society のビジョンは「世界中の情報処理における専門家に対する，技術情報，コミュニティサービス，そして個人的サービスのよき提供者」となることである．

### 出自
IEEE C.S. の前身は，IEEEの前身のひとつであるアメリカ電気学会 (AIEE)に1946年に設けられた分科会である, 大規模計算に関する小委員会(Subcommittee on Large-Scale Computing) である．
そしてもうひとつの前身は，1951年に同じくIEEEの前身のひとつである米国無線学会(IRE)に設けられた研究会である， 電子計算機専門グループ(Professional Group on Electronic Computers (PGEC)) である．
1963年より，IEEEを作るために AIEE と IREの合併プロセスが開始された際，PGECは電子計算機技術専門グループ（ Professional Technical Group on Electronic Computers) と変更された．その後すぐ，PTGECはthe Computer Group となる．1964年のAIEEとIREの合併が完了後，IEEEのComputer Groupとして活動した後，1971年にIEEE Computer Society となる．

### IEEEでの地位
IEEEの組織階層では，Computer Societyは 技術業務委員会の下にある39のテクニカルソサエティのひとつに位置するが、10万近い会員規模から，IEEE内では役員の占める割合が多い等の大きな権限を持つ．

## 主な活動
計算機科学に関する学会活動として，学会誌や論文誌等の出版，会議やワークショップの開催，技術標準化の取りまとめ，教育活動支援等を行っている．

### 刊行物
Computerをはじめとする学会誌や，各分野に対する13種の論文誌 IEEE Transactions を発行している．
以下に一例を示す．
- 技術雑誌
  - Computer
  - IEEE Software
  - IEEE Micro
- 論文誌
  - IEEE Transactions on Software Engineering
  - IEEE Transactions on Computers
  - IEEE Transactions on Pattern Analysis and Machine Intelligence

また、発行された雑誌，科学学術雑誌，会議予稿等の出版物は，IEEE CS Digital Libraryと呼ぶ公開データベース上に登録され，会員であればWEB上から利用できる．

### 標準化活動
IEEE Computer Societyでは関連分野における技術標準化のために，各種標準化委員会やワークグループを形成している．以下はその一例である．
- 自動設計ツール (Design Automation Standards Committee)
  - 回路自動設計に関する規格策定を行う．ハードウェア記述言語であるVHDL(IEEE 1076-1987)やVerilog(IEEE 1364-1995)等がある．
- エージェント (Foundation for Intelligent Physical Agents)
- 情報アシュアランス (Information Assurance Standards Committee)
- 機械学習 (Learning Technology Standards Committee)
- LAN/MAN (Local Area Networks/MAN Standards Committee (802))
  - ローカル・エリア・ネットワークなどの規格であるIEEE 802を定める．
- マイクロプロセッサ (Microprocessor Standards Committee)
  - プロセッサおよびコンピュータアーキテクチャに関する標準に関する委員会．浮動小数点数の計算機内部表現の標準であるIEEE 754や，RSA公開鍵暗号方式の標準であるIEEE 1363が有名．
- プログラム可搬性 (Portable Applications Standards Committee)
  - 移植性の高いアプリケーションのための標準インターフェース仕様に関する委員会．通称IEEE PASC．具体的にはPOSIX(IEEE 1003.1)の策定・管理が主な活動である．
- シミュレーション相互運用 (Simulation Interoperability Organization/SAC)
- ソフトウェア工学・システム工学(Software & Systems Engineering Standards Committee)
- ストレージ (Storage Systems Standards Committee)
  - ストレージシステムのための，相互接続プロトコルやセキュリティ等の標準化に関する委員会．さらに下部組織として，SISWG(Security in Storage Working Group) と SSSWG(Storage System Standards Working Group)を抱える．仕様策定に関する活動の他，委員会として国際会議やシンポジウムの開催を行ったりもする．
- テスト技術 (Test Technology Standards Committee)

## 他の学会との共同事業
ACM（国際計算機学会）とは扱う多くの分野が重なっており，国際会議の共同開催等いくつかの事業は共同で行っている．

## 顕彰活動
- エッカート・モークリー賞
- クヌース賞
- コンピュータパイオニア賞
- シーモア・クレイ賞
- シドニー・ファーンバック賞